# Forstinning
Forstinning è un comune tedesco di 3 412 abitanti, situato nel land della Baviera.